# Ca la Parrilla
Ca la Parrilla és una obra de Tona (Osona) protegida com a Bé Cultural d'Interès Local.

## Descripció
Casa de planta quadrada situada entre mitgeres. A la façana principal hi ha quatre obertures: dues finestres amb llinda, brancals i ampits de pedra a la part superior i dues portes. La de l'esquerra conserva una llinda amb una inscripció borrosa, i uns brancals de pedra. El seu interès recau en el context del carrer Major, com a mostra de les tipologies urbanes del segle xviii.